# Csarab
A csarab, más néven hanga vagy erika (Calluna vulgaris) a hangafélék (Ericaceae) családjába sorolt, monotipikus csarab- (Calluna-) nemzetség faja. Észak- és Nyugat-Európa csapadékos atlanti tájain szélesen elterjedt évelő törpecserje, Norvégia egyik nemzeti virága. Skóciában a jó szerencse jelképe a fehér színű változata, melynek ágait gyakran teszik esküvői csokrokba is. Hazánkban főleg a Nyugat-Dunántúlon, valamint a Bakonyalján és a Balaton-felvidéken élnek jelentős állományai, de északkeleten is előfordul (Gömör–Tornai-karsztvidék, Zempléni-hegység). Nyíres lápok, savanyú talajú fenyérek, lucfenyvesek, mészkerülő erdők jellemző növénye. Nálunk augusztus–szeptemberben virít.

## Neve
A nemzetség tudományos neve egy „söpörni” jelentésű  görög igéből ered, mivel régen a növényt seprűkészítésre használták. Innen van a magyar seprő- vagy seprűvirág elnevezés is. A nép vadciprus, angyalmetélt néven is emlegeti.

## Leírása
A 20–50 cm magas növény  szőnyegszerűen terül el a mészben szegény, kilúgozott, kavicsos vagy lápos talajon. Elágazó szárának kis ágai fölfelé nyúlnak, levelei szorosan egymáshoz simulnak. Virágai júliustól szeptember végéig nyílnak, virágzata sűrű. 2 mm-es, négyszögletű toktermése tele van maggal.
Természetes színei a rózsaszín, lilás, fehér és zöld. A többi színváltozatot - kék, ezüst, narancs - mesterségesen, festéssel hozzák létre. Ez a festés nem kopik le, de idővel lenő és megjelenik az eredeti színe.

## Felhasználása

### Mint gyógynövény
A növény arasznyinál nem hosszabb, virágos-leveles hajtásait drognak gyűjtik (Callunae herba, syn. Ericae herba), amelybe nem kerülhet alsó, fásodott növényi rész. A drog hatóanyagai flavonoidok, katechin cserzőanyagok, fenolkarbonsavak, illetve 0,3–0,9% arbutint, hasadási termékként hidrokinont, egy alkaloidát, flavonglikozidát, enzimet, fumársavat, szaponint, keményítőt, gumit, gyantát, eirkolint, zsírt, nyálkát és nyomokban illóolajat is tartalmaz.
A drog forrázatát (teáját) vizelethajtó, vizeletfertőtlenítő hatása miatt vese- és hólyagproblémákra, húgyúti gyulladásokra, összehúzó hatása miatt pedig bélhurut esetén alkalmazzák; állítólag vértisztító, izzasztó, lázcsillapító, nyugtató és erősítő hatása is van. Teája önmagában fanyar ízű, ezért kellemesebb aromájú növényi drogokat tartalmazó keverékekben használják fel.
Drogja fürdővízhez adva reumás panaszokat is enyhít, továbbá különféle kenőcsök alapanyaga. A homeopátia hólyagproblémákra és reumára alkalmazza.

### Mint mézelő növény
A csarabos jó méhlegelő. A növény nektárdús virágai adják a hangaméz alapanyagát.